# Altpapier-Einsatzquote

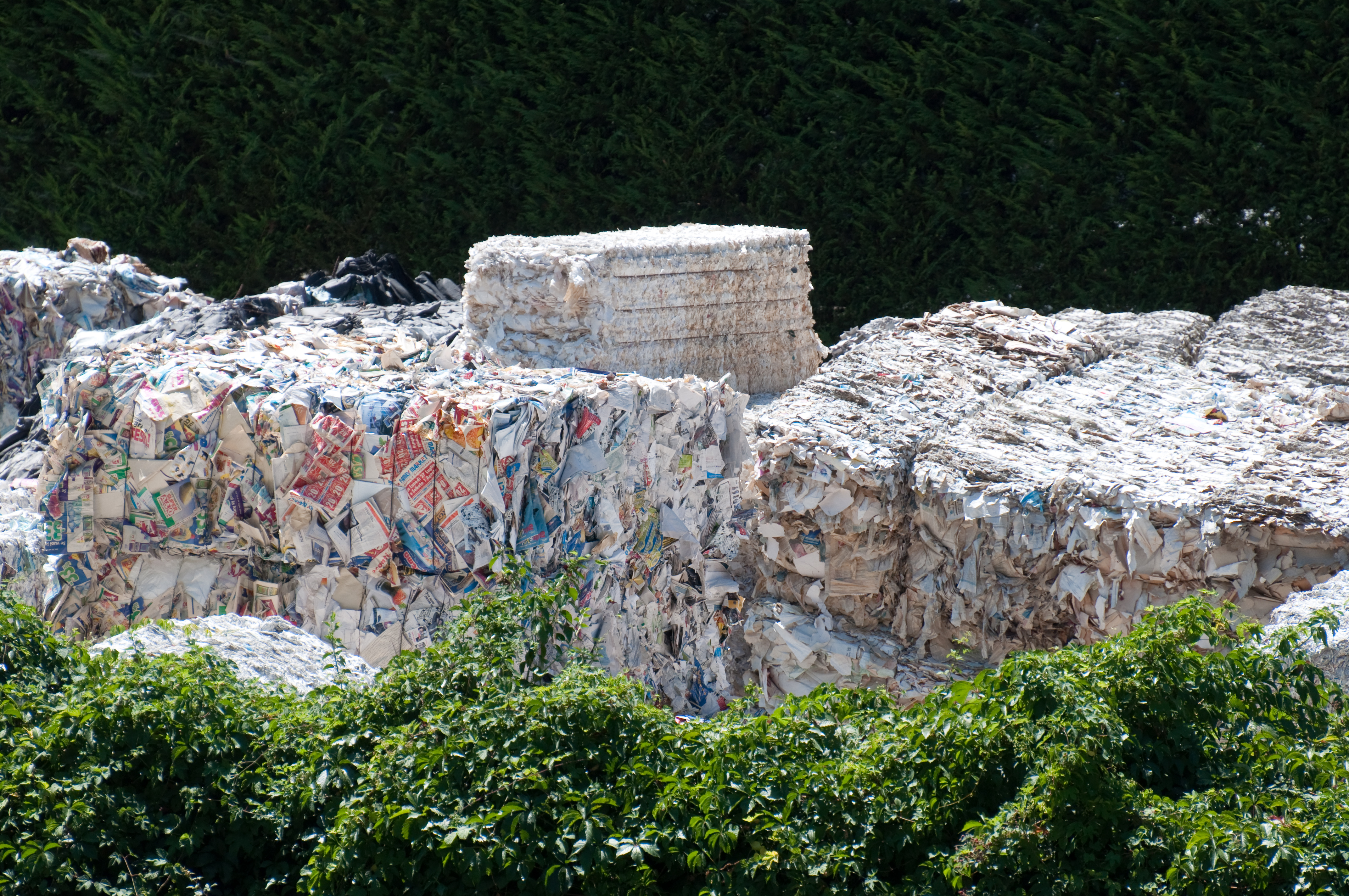
Altpapierballen in Italien

Die Altpapier-Einsatzquote ist das Verhältnis von eingesetztem Altpapier zur produzierten Menge von Papier, Karton und Pappe. Die Altpapier-Einsatzquote lag in Deutschland im Jahr 2019 bei 78 %. Sie richtet sich nach den benötigten Eigenschaften sowie nach dem Altpapieraufkommen.

## Berechnung
{\displaystyle {\mbox{Altpapier-Einsatzquote}}={\frac {\mbox{Altpapierverbrauch}}{\mbox{Papier-, Karton- und Pappeproduktion}}}}